# Новоселье (Гомельская область)
Новоселье (бел. Наваселле) (до 1935 года Подувинск) — упразднённая деревня в Запольском сельсовете Рогачёвского района Гомельской области Белоруссии.

## География

### Расположение
В 10 км на запад от районного центра и железнодорожной станции Рогачёв (на линии Могилёв — Жлобин), 131 км от Гомеля.

### Гидрография
На юге мелиоративный канал.

## Транспортная сеть
Транспортные связи по просёлочной, затем автомобильной дороге Бобруйск — Гомель. Планировка состоит из короткой прямолинейной улицы, близкой к широтной ориентации. Застройка двусторонняя, деревянная, усадебного типа.

## История
По письменным источникам известна с XIX века как селение в Луковской волости Рогачёвского уезда Могилёвской губернии. Согласно переписи 1897 года действовал хлебозапасный магазин. В 1909 году 208 десятин земли. В 1931 году жители вступили в колхоз. Во время Великой Отечественной войны оккупанты сожгли 37 дворов и убили 10 жителей. Согласно переписи 1959 года в составе колхоза «Октябрь» (центр — деревня Стреньки).

## Население

### Численность
- 2004 год — 19 хозяйств, 23 жителя.

### Динамика
- 1897 год — 18 дворов, 128 жителей (согласно переписи).
- 1909 год — 23 двора, 161 житель.
- 1925 год — 35 дворов.
- 1940 год — 45 дворов, 225 жителей.
- 1959 год — 186 жителей (согласно переписи).
- 2004 год — 19 хозяйств, 23 жителя.